# Нефедеративные государства Малайи

Малайя в 1922 году.
Нефедеративные государства (штаты) Малайи на карте изображены синим цветом, красным — британская коронная колония Стрейтс Сетлментс, жёлтым — Федеративные Штаты Малайи

Нефедеративные государства (штаты) Малайи (англ. Unfederated Malaya States) — условное название четырёх малайских государств (Кедаха, Келантана, Перлиса и Тренгану), которые в 1909 году по британо-сиамскому договору были признаны протекторатами Великобритании (и, соответственно, частью Британской империи) и не были включены в состав созданных в 1895 году Федеративных Штатов Малайи. 
В 1914 году к нефедеративным государствам Малайи был отнесен и ставший британским протекторатом султанат Джохор.
В 1946 году Нефедеративные государства Малайи вместе с Федеративными Штатами Малайи и британской коронной колонией Стрейтс Сетлментс были включены в состав Малайского Союза. Два года спустя Малайский Союз был преобразован в Малайскую Федерацию (c 1963 года — Малайзия).